# اسپاس دژویزوف
اسپاس دژویزوف (بلغاری: Спас Джевизов؛ زادهٔ ۲۷ سپتامبر ۱۹۵۵) بازیکن فوتبال اهل بلغارستان است.
از باشگاه‌هایی که در آن بازی کرده است می‌توان به باشگاه فوتبال بوتو پلوودیو، باشگاه فوتبال اومانیا، و باشگاه فوتبال زسکا صوفیه اشاره کرد.
وی همچنین در تیم ملی فوتبال بلغارستان بازی کرده است.